# Alcis aagostigma
Alcis aagostigma är en fjärilsart som beskrevs av Louis Beethoven Prout 1927. Alcis aagostigma ingår i släktet Alcis och familjen mätare. Inga underarter finns listade i Catalogue of Life.